# Office national hellénique du tourisme
L'Office national hellénique du tourisme, en grec moderne : Εθνικός Οργανισμός Τουρισμού / Ethníkos Organismós Tourismoú) (EOT) est le conseil gouvernemental pour la promotion du tourisme en Grèce. Il fonctionne sous la supervision du ministère du Tourisme (el).
L'Organisation nationale grecque du tourisme, qui a été fondée en 1929 et rétablie en 1950, est une entité publique placée sous la tutelle du ministère du tourisme. Sa principale mission est aujourd'hui de développer et de promouvoir le produit touristique grec par la mise en œuvre de campagnes de promotion du tourisme en Grèce et à l'étranger, en utilisant son réseau de bureaux à l'étranger.